# Cipriano Castro
Pour les articles homonymes, voir Vélasquez (homonymie).
Cipriano Castro né le 12 octobre 1858 à Capacho, dans l'État de Táchira, et mort le 4 décembre 1924 en exil à Porto Rico, est un chef militaire et un homme d’État vénézuélien, président du Venezuela entre 1899 et 1908.

## Biographie
Il prend le pouvoir en 1899 à la tête d'une armée privée, levée par ses soins, et instaure une dictature.
Il est un caudillo « nationaliste », hostile à la prédominance des intérêts étrangers dans son pays. Ainsi, il critique le contrôle des ports vénézuéliens par les Britanniques, la mainmise allemande sur le commerce et l'exploitation américaine de l'asphalte. En 1901, le Royaume-Uni tente de le déstabiliser en soutenant ses adversaires politiques. Il riposte en faisant saisir quelques petits vaisseaux britanniques des Caraïbes.  
En 1902, une intervention anglo-germano-italienne est décidée contre le Venezuela auquel les trois puissances réclament des indemnités de l'ordre de 12 millions de dollars pour leurs intérêts lésés au cours des guerres civiles des années 1880. Leurs flottes établissent un blocus des cotes vénézuéliennes et un ultimatum est lancé le 7 décembre. Cipriano Castro refuse de s'incliner et fait arrêter les sujets britanniques et allemands résidant sur le territoire national. Ceux-ci sont rapidement relâchés mais le 13 décembre, la coalition bombarde la ville de Puerto Cabello et la forteresse de San Carlos de La Barra. Finalement, les États-Unis, craignant une violation de la doctrine Monroe — interdisant une intervention militaire européenne en Amérique —, poussent les deux parties à accepter l'arbitrage. Par la suite, la doctrine Drago interdit l'usage de la force militaire pour réclamer le paiement des dettes d’État à État. 
De nouvelles crises diplomatiques se produisent en 1904. Les États-Unis entendent profiter de leur intervention pour interférer dans les affaires intérieures vénézuéliennes, ce qui conduit à la rupture des relations diplomatiques entre les deux pays. Cipriano Castro envoie par ailleurs des agents dans les iles néerlandaises de Curaçao, d'où des raids sont organisés par ses opposants contre son régime. Les Pays-Bas réagissent par une démonstration navale. 
En 1908, des problèmes de santé l'obligent à effectuer un voyage en Europe ; son vice-président, Juan Vicente Gómez, saisit l'occasion pour s'emparer du pouvoir. 
Il est enterré au Panthéon national du Venezuela.